# Deelgemeente (Griekenland)
Het begrip deelgemeente, Grieks: δημοτική ενότητα, dimotiki enotita, letterlijk 'gemeentelijke eenheid', is in Griekenland in 2010 in het Kallikratisprogramma geïntroduceerd. Dit programma is naar Kallikrates genoemd, een architect uit de 5e eeuw v.Chr. Bij deze hervorming die begin 2011 inging werden de 1033 gemeenten samengevoegd tot 325 gemeenten. De opgeheven gemeenten bleven voortbestaan als deelgemeenten. Zij hebben geen eigen bestuur meer.